# Santa Margarida de Puigpardina
Santa Margarida de Puigpardina era una església de la Cellera de Ter (Selva) inclosa a l'Inventari del Patrimoni Arquitectònic de Catalunya.

## Descripció
Es tracta de restes molt malmeses i escadusseres d'aquesta antiga capella. De l'antiga ermita només es conserven restes, a tocar d'una gran alzina, d'un mur de menys de mig metre d'alçada i d'amplada que recentment han estat rejuntades amb ciment.
Segons informació de Lluís Llagostera, aquesta ermita era petita, rectangular, amb absis semicircular i un petit recinte murat al voltant del seu cementiri.

## Història
La primera referència de l'ermita és de finals del segle xii (1188). Després, hi ha documentació del segle xiii i XIV (1326, 1368)
Sembla que durant el segle XVII-XVIII fou gestionat per un grup de dones de La Cellera.
L'ermita va mantenir el culte i el cementiri fins al segle xix.
L'ermita va restar dempeus, amb el seu petit recinte murat i cementiri, fins als anys 40 del segle xx.
Les dovelles de l'entrada es van desmuntar durant el segle XX (anys 50) i es van portar a l'ermita de Sant Gregori (Osor, Selva).
Malgrat la seva inexistència actual, una campanya arqueològica donaria informació dels fonaments i de la tipologia i capacitat funerària del lloc.